# بی‌عدالتی: خدایان میان ما
بی عدالتی: خدایان میان ما (به انگلیسی: Injustice: Gods Among Us) یک بازی ویدئویی به سبک مبارزه‌ای بر پایه شخصیت‌های جهان دی‌سی از انتشارات دی‌سی کامیکس است که توسط ندررلم استودیوز ساخته شده و وارنر برادرز. اینتراکتیو انترتینمنت آن را منتشر ساخته‌است. این بازی برای کنسول‌های وی یو، پلی‌استیشن ۳، ایکس‌باکس ۳۶۰، اندروید و آی‌اواس در آوریل ۲۰۱۳ منتشر شده‌است. در تاریخ ۷ نوامبر ۲۰۱۳ اعلام شد که بازی دوباره در قالب نسخه آلتیمیت در ۱۲ نوامبر ۲۰۱۳ برای پلی‌استیشن ۳ و ایکس‌باکس ۳۶۰ و همچنین پلی‌استیشن ۴، پلی‌استیشن ویتا و مایکروسافت ویندوز عرضه شد. دنباله‌ای تحت عنوان بی‌عدالتی ۲ در مه ۲۰۱۷ منتشر شده‌است.

## داستان بازی
در یک جهان موازی، جوکر سوپرمن را فریب می دهد تا همسر باردارش لوئیس لین را بکشد و یک سلاح هسته ای را منفجر کند که متروپلیس را نابود می کند و میلیون ها نفر را می کشد. سوپرمن دیوانه از اندوه و خشم، جوکر را به قتل می رساند و به سرعت قطب نمای اخلاقی خود را از دست می دهد. پنج سال بعد، سوپرمن رژیم یک زمین را برای اجرای صلح جهانی تشکیل داد و به عنوان یک دیکتاتور بی رحم، در کنار بسیاری از قهرمانان و شروران دیگر، بر زمین حکومت می کند و هر کسی را که با او مخالفت می کند، می کشد. بتمن شورش را برای مقابله با رژیم سوپرمن تأسیس می کند و جنگ متعاقب آن بین دو جناح باعث می شود لیگ عدالت منحل شود.
در دنیای اصلی DC، جوکر همچنین تلاش می‌کند متروپلیس را با یک بمب هسته‌ای که توسط لکس لوتر تهیه شده است، نابود کند، اما آن بمب توسط لیگ عدالت خنثی می‌شود. هنگامی که بتمن با جوکر روبرو می شود، آن دو ناگهان به دنیای رژیم منتقل می شوند و در آنجا خود را تحت تعقیب نیروهای رژیم قرار می دهند. واندر وومن ، گرین ارو، آکوامن و فانوس سبز نیز در آنجا تله پورت می شوند. فانوس سبز برای شارژ مجدد حلقه خود، آنجا را ترک می کند و دث‌استروک اسیر را نجات می دهد، او با اعضای رژیم، سایبورگ و ریون میجنگد و آنها را شکست میدهد و سپس با همتای خود، فانوس زرد رو به رو میشود، هال جردنی از دنیایی دیگر که به فانوس های سبز خیانت کرده و تبدیل به فانوس زرد شده است. در همین حال، آکوامن همتای خود را در آتلانتیس که در حال مذاکره برای اتحاد بین آتلانتیس و رژیم بود، شکست می دهد. او سپس با آرس روبرو می شود که از فقدان درگیری مجازی ضعیف شده است و به دلیل دشمنی با رژیم با شورشیان متحد شده است.
پس از گروه بندی مجدد، قهرمانان اصلی با شورشی بتمن و لکس لوتر (که در این جهان نزدیکترین دوست سوپرمن و خال شورشی است ) ملاقات می کنند و قرص های نانوتکنولوژی مشتق شده از DNA کریپتونی را دریافت می کنند که قدرت آنها را تا سطح سوپرمن افزایش می دهد. بتمن و لوتر به قهرمانان توضیح می‌دهند که آنها را از راه دور به جهان خود منتقل کرده‌اند تا به سلاح کریپتونیت دسترسی پیدا کنند، که به نمونه DNA از اعضای اصلی لیگ عدالت نیاز دارد. با این حال، بتمن و جوکر به طور تصادفی از راه دور منتقل شدند. در جای دیگر، بتمن با همتای شورشی خود اشتباه گرفته می شود و توسط رژیم دستگیر می شود، در حالی که جوکر با هارلی کوین این جهان آشنا می شود.، که با شورشیان متحد است و به یاد او "قبیله جوکر" را تأسیس کرد. شورشیان پس از کمک به قبیله جوکر برای مقابله با حمله رژیم در پناهگاه آرکام ، به بت غار نفوذ کرده و سلاح کریپتونیت را بازیابی می کنند . در همین حال، در جهان اصلی، تلاش‌های سوپرمن و فلش برای بازیابی رفقایشان منجر به این می‌شود که سایبورگ به طور ناخواسته به دنیای رژیم از راه دور منتقل می‌شود، جایی که او به شورشیان می‌پیوندد و به دث استروک کمک می‌کند تا برج مراقبت رژیم را تصاحب کند .
پس از اینکه سوپرمن علناً قصد خود را برای اعدام بتمن اصلی اعلام کرد، بتمن شورشی و گرین ارو برای نجات او به جزیره استرایکر وارد می‌شوند، در حالی که گرین لنترن، زن شگفت‌انگیز و آکوامن برای پرت کردن حواس آنها به رژیم حمله می‌کنند. پس از فرار بتمن و گرین ارو از طریق تله‌پورتر برج مراقبت، سوپرمن متوجه می‌شود که برج دیده‌بان به خطر افتاده است و تلاش می‌کند آن را نابود کند، اما دث استروک باعث انفجار زنجیره‌ای می‌شود که او را به زمین بازمی‌گرداند. لوتر تلاش می کند تا سوپرمن ضعیف شده را با سلاح کریپتونیت ناتوان کند، اما توسط شزم متوقف می شود و سوپرمن میفهمد که لکس لوتر با شورشیان متحد است و بنابراین او را به قتل میرساند. اکنون سوپرمن که از عزم بشریت برای خلع او آگاه است، تصمیم می گیرد شهر گاتهام را نابود کند و متروپلیس برای نشان دادن هرج و مرجی که در غیاب او بوجود می آید و به عنوان مجازات مداخله آنها به جهان قهرمانان اصلی حمله می کند. هنگامی که شزم اعتراض می کند و خاطرات لوئیس را فرا می خواند، سوپرمن او را می کشد و باعث می شود فلش به شورشیان فرار کند.
در طول حمله رژیم به مخفیگاه شورشیان، واندر وومن توسط آرس به Themyscira از راه دور منتقل می شود ، جایی که او همتای رژیم خود را شکست می دهد و آمازون ها را متقاعد می کند که به شورشیان فرار کنند. در همین حال، نخست‌وزیر بتمن همتای خود را متقاعد می‌کند که سوپرمن دتیای اصلی را برای کمک به اینجا بیاورد. در طول نبرد متعاقب آن، سوپرمن بر ستوان های ارشد رژیم غلبه می کند و فانوس زرد را متقاعد می کند تا قبل از مقابله با همتای خود در قلعه تنهایی، تسلیم شود. وقتی سوپرمن رژیم قسم می‌خورد که لوئیس را به این دنیا بیاورد، همتای اصلی‌اش به او یادآوری می‌کند که لوئیس از ظالمی که تبدیل شده است ناراحت می‌شود.
پس از شکست رژیم سوپرمن، رژیم منحل می‌شود و اعضای آن زندانی می‌شوند و فلش را که به شرط آزادی مشروط آزاد می‌شود ، و فانوس زرد را که برای بازپروری به Oa برده می‌شود، منع می‌کنند. در حالی که قهرمانان اصلی و جوکر به جهان خود باز می‌گردند، بتمن شورشی و سوپرمن اصلی بر زندانی شدن همتای دومی در سلولی که تابش خورشید قرمز ساطع می‌کند نظارت می‌کنند که او را ناتوان می‌کند. همانطور که آنها دور می شوند، سوپرمن ترس خود را ابراز می کند که اگر تراژدی مشابهی برای او اتفاق بیفتد، می تواند مسیری تاریک را نیز طی کند. بتمن می گوید که امیدوار است هرگز این اتفاق نیفتد، اما حتی اگر چنین شود، در مقابل او ایستادگی خواهد کرد. سوپرمن می خندد و به او می گوید که در صف قرار بگیرد. چشمان سوپرمن رژیم قرمز می درخشد و این نشان می دهد که او هنوز درجاتی از قدرتش باقی مانده است.

## شخصیت‌های بازی
شخصیت‌های قابل بازی در ۲ گروه ابرقهرمان و شرور بزرگ قرار می‌گیرند.
| نام شخصیت           | رده شخصیت  | توضیحات               |
| ------------------- | ---------- | --------------------- |
| بتمن                | ابرقهرمان  | بروس وین              |
| سوپرمن              | ابرقهرمان  | کال-ال (کلارک کنت)    |
| لکس لوتر            | ابر شرور   | الکساندر جوزف لوتر    |
| واندر وومن          | ابرقهرمان  | پرنسس دایانا          |
| گرین ارو            | ابر قهرمان | الیور کوئین           |
| آکوامن              | ابرقهرمان  | آرتور کری             |
| فانوس سبز           | ابرقهرمان  | هال جردن              |
| دث‌استروک            | ابر شرور   | اسلید ژوزف ویلسون     |
| سایبورگ             | ابرقهرمان  | ویکتور استون          |
| فلش                 | ابرقهرمان  | بری آلن               |
| سینسترو             | ابر شرور   | ثال سینسترو           |
| شزم                 | ابرقهرمان  | بیلی بتسون            |
| ریون                | ابرقهرمان  | ریچل راث              |
| نایت وینگ           | ابرقهرمان  | دیگ گریسون- دیمین وین |
| جوکر                | ابرشرور    |                       |
| زن گربه‌ای           | ابرشرور    | سلینا کایل            |
| کیلر فراست          | ابرشرور    |                       |
| سالومون گراندی      | ابر شرور   | سایرس گلد             |
| دومزدی (کمیک)       | ابر شرور   |                       |
| آرس                 | ابر شرور   |                       |
| هاوک گرل (شیرا هال) | ابر قهرمان | شیئرا هال             |
| بلک آدم             | ابر شرور   | تئو آدم               |
| هارلی کوئین         | ابرقهرمان  | هارلی فرانسیس کوئینزل |
| بین                 | ابر شرور   |                       |

| شخصیت های دانلودی |
| ----------------- |
| باربارا گوردون    |
| لوبو              |
| مارشن من‌هانتر     |
| اسکورپیون         |
| زاتانا            |
| زاد               |